# 아트센터로
아트센터로(Arts Center路)는 인천광역시 부평구 십정동의 동암역남광장 입구에서 아트센터입구삼거리까지 이르는 총 연장 1.828 km의 인천광역시도로, 왕복 2~4차선 짜리의 도로이다.

## 유래
부평아트센터가 위치하고 있는 지역적 특성을 반영한 것에서 유래되었다.

## 통과하는 지자체
- 인천광역시 부평구
  - 십정동

## 통과하는 도로
- 백범로
- 경원대로
- 이규보로
- 예술로 (직결)

## 주변 시설
- ABM엔터테인먼트
- 골드스타오피스텔
- 서울하이탑치과의원
- 동암역
- 농가홀딩스
- 엘케이종합유통
- 연세미여성의원
- 동암튼튼의원
- 그린캐슬
- 근생빌딩
- 남부청과야채
- 우주골드타운
- 동신빌라
- 광장빌라
- 호식이두마리치킨 십정점
- 부화빌라
- 동암신동아아파트
- 멕시카나치킨 신동아점
- 인천백운초등학교
- 십정과선교
- 용우빌라
- 백운공원
- 부평아트센터

## 철도 연계역
- 수도권 전철 1호선 : 동암역